# Reserva forestal Lago Epuyén
La reserva forestal Lago Epuyén es un área natural protegida ubicada en el departamento Cushamen, sobre la costa del lago homónimo, en la zona cordillerana de la patagonia argentina.

El área fue protegida en 1964 mediante el decreto provincial 527, sobre unas 20 000 ha de bosques patagónicos.

Posteriormente, mediante el decreto provincial 418 del 2003, se reglamentó el área y zonificó incluyendo dentro de sus límites a las anteriores áreas protegidas aledañas Cerro Pirque y Cuartel Lago Epuyén.

Según algunas fuentes, la superficie real de la reserva alcanza actualmente las 30 000 ha.

## Objetivos
En la etapa inicial, el objetivo era la recuperación, conservación y manejo de los bosques, con el fin de realizar un aprovechamiento sustentable del recurso maderero, además de resguardar un espacio con especiales características biológicas y particular grado de conservación.

Posteriormente estos objetivos se extendieron a la preservación de las condiciones de biodiversidad generales de la cuenca del lago Epuyén.

## Flora y fauna
La cobertura vegetal de la reserva la constituyen bosques densos de ciprés de la cordillera (Austrocedrus chilensis), nogales silvestres o radales (Lomatia hirsuta), notros (Embothrium coccineum), ñires (Nothofagus antarctica) y coihues (Nothofagus dombeyi), que alternan con otras especies de menor porte como los avellanos (Corylus avellana).
La densa arboleda y las particulares características del lago Epuyén y su entorno son el hábitat de varias especies de aves. Se ha registrado la presencia de ejemplares de cauquén real (Chloephaga poliocephala), bandurria austral (Theristicus melanopis), cóndor andino (Vultur gryphus), chimango (Milvago chimango), gaucho común (Agriornis micropterus), diucón (Xolmis pyrope), remolinera araucana (Cinclodes patagonicus), zorzal patagónico (Turdus falcklandii) y comesebo andino	(Phrygilus gayi).
En la reserva se ha observado ejemplares de huemul (Hippocamelus bisulcus), especie amenazada cuya conservación es prioritaria y está incluida entre las consideradas monumento natural.